# BackRoadClub
Der BackRoadClub fungiert als Dachmarke für verschiedene Abenteuerreise-Events. Das Unternehmen wurde 2019 etabliert, nachdem bereits 2014 das Pothole Rodeo und 2018 das Moped Rodeo gegründet wurden. Seither wurden weitere Low-Budget-Veranstaltungen ins Leben gerufen, alle von ihnen weisen einen starken Charity-Aspekt auf.

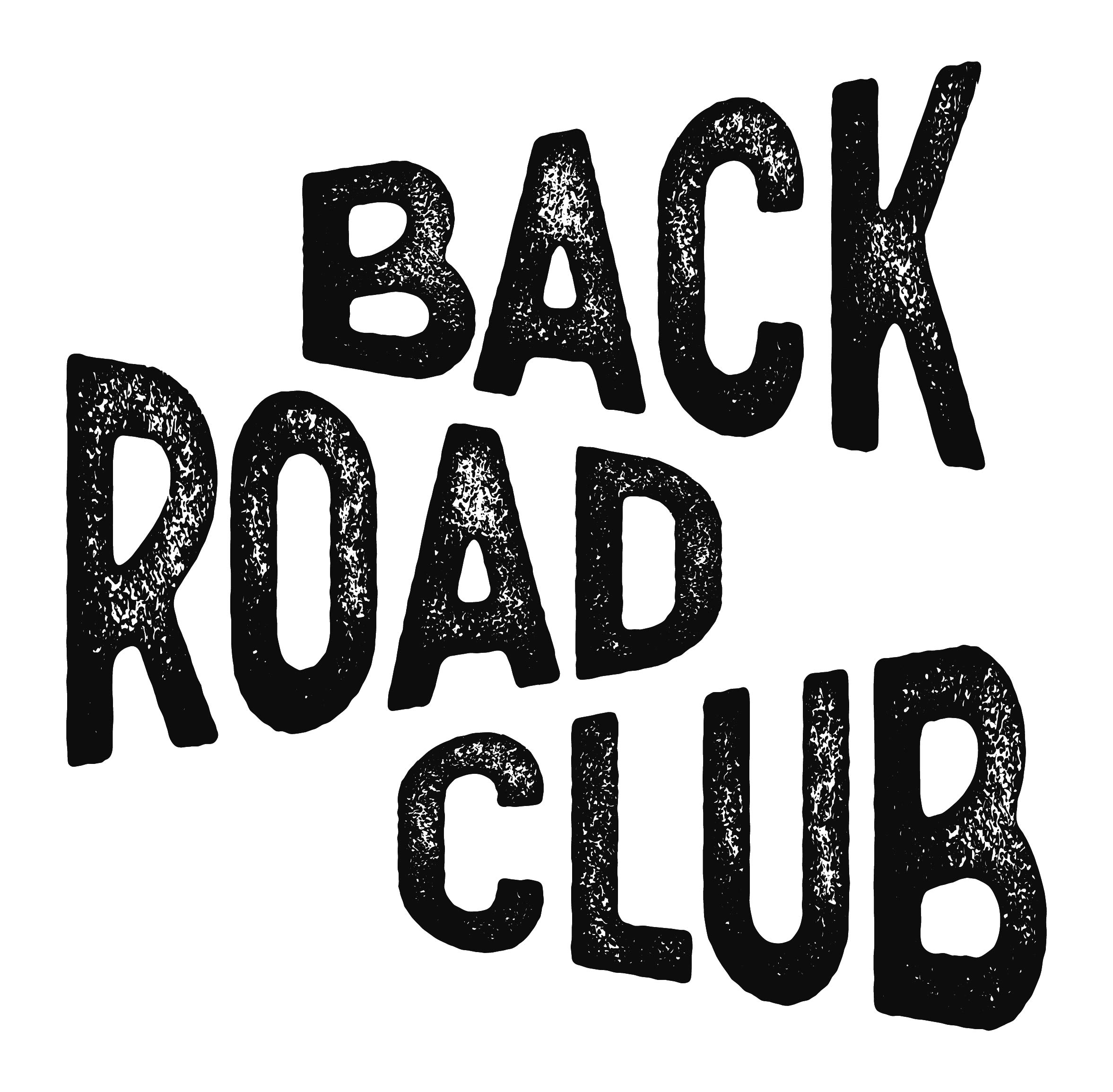
Das BackRoadClub Logo

## Geschichte
Das erste Event des BackRoadClub wurde 2013 von einer Gruppe österreichischer Studenten als privater Roadtrip organisiert. Ein Jahr später wurde das Pothole Rodeo erstmals offiziell veranstaltet. Die Tour führte in den Balkan, bis heute ist die Balkan-Tour eine der am meisten gefahrenen des BackRoadClub.
Im Jahr 2018 wurden bereits zwei Runden des Pothole Rodeo organisiert und das Moped Rodeo hatte seine Debüt-Tour nach Norditalien. 2019 wurde eine weitere Runde des Pothole Rodeos veranstaltet und das Moped Rodeo führte das erste Mal in den Balkan. Im gleichen Jahr wurde der BackRoadClub als Dachmarke etabliert, 2020 wurde die BackRoadClub GmbH gegründet.
Zusätzlich wurden aufgrund der Covid-19-Beschränkungen mehrere neue Events ins Leben gerufen, darunter das Moped Rodeo Austria, das Pothole Rodeo Austria, das Pothole Rodeo Deutschland sowie das erste Boat Rodeo. Ein Jahr später organisierte der BackRoadClub das erste Europe Africa Rodeo. Im Jahr 2021 wurde die Pothole Revolution Tour durch Osteuropa veröffentlicht, 2022 wurde die Route aufgrund des Krieges in der Ukraine geändert. Im selben Jahr organisierte der BackRoadClub ein Moped Rodeo durch Madagaskar.

## Events

### Pothole Rodeo
Das Pothole Rodeo war das erste Event des BackRoadClubs, seine originale Route machte sich auf die Suche nach den letzten Schlaglöchern des Balkan. 2021 wurde die Revolution Tour gegründet, welche Moldawien, die Ukraine inklusive Tschernobyl und die Baltischen Staaten erkundete, 2022 musste die Route jedoch aufgrund des Kriegs in der Ukraine geändert werden. 2023 wurde die Tour als Pothole Rodeo Baltic neu veröffentlicht und führt seither durch Polen, Litauen, Lettland und Estland. 2020 wurden das Pothole Rodeo Österreich und das Pothole Rodeo Deutschland gegründet. Beide Touren wurden aufgrund ihrer kürzeren Dauer und bekannten Umgebung schnell zu beliebten Events.
2024 wurde das Pothole Rodeo Celtic ins Leben gerufen, ein Abenteuer, das das Vereinigte Königreich und Irland erkundet.

### Moped Rodeo
Das Moped Rodeo wurde 2018 als zweite Marke des BackRoadClub gegründet. Anstatt mit Autos oder Motorrädern wird die Tour mit Mopeds mit einem Hubraum von 50 ccm bestritten. Begleitfahrzeuge sind verboten, das Ziel ist es, ein Abenteuer mit möglichst wenig Gepäck zu erleben.

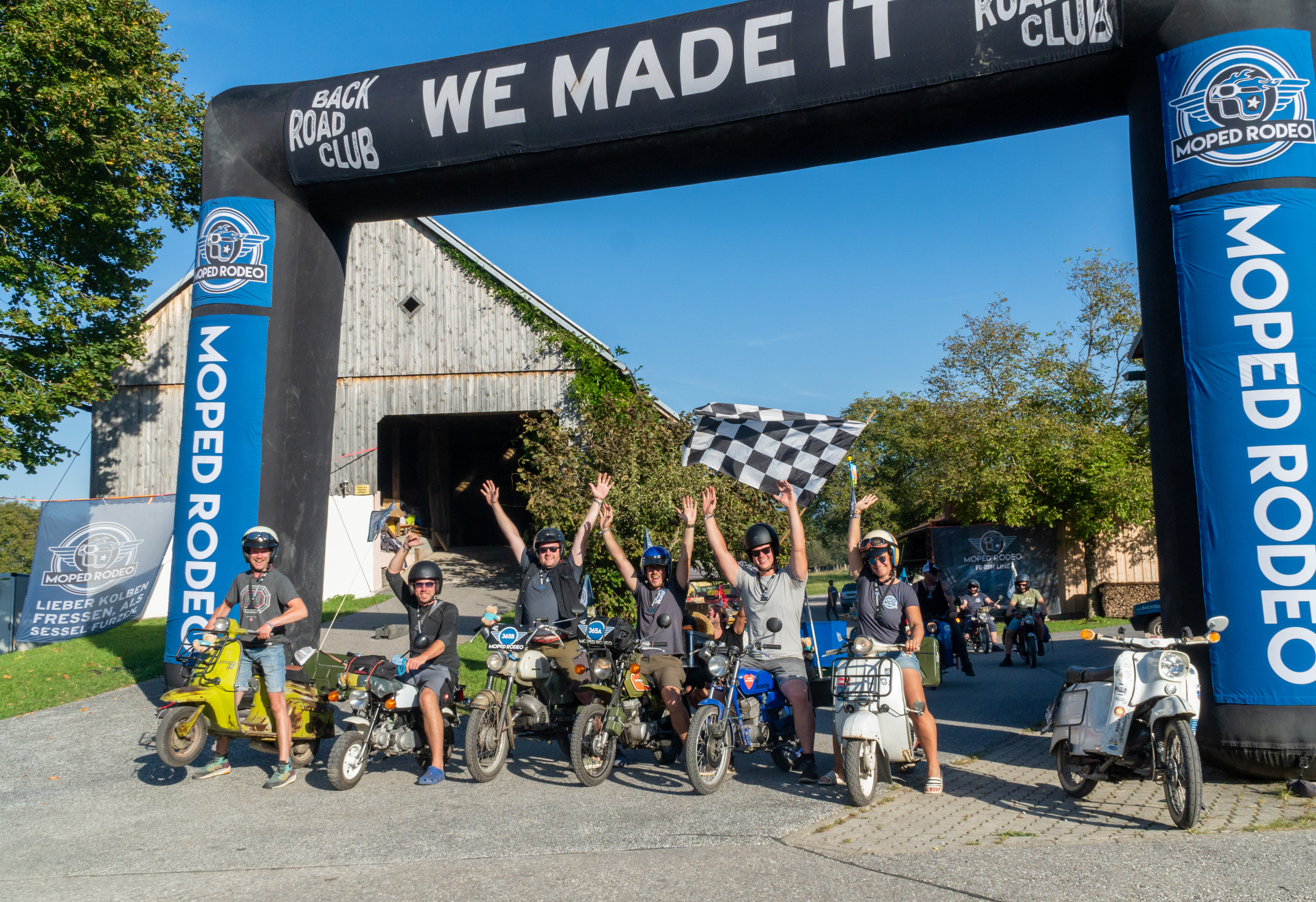
Teilnehmer beim Moped Rodeo

Die erste Runde des Moped Rodeo führte durch die österreichischen Alpen, Norditalien und Slowenien. 2019 wurde die Tour durch Kroatien und Bosnien etabliert, 2020 wurde diese vom Moped Rodeo Österreich ersetzt. Seit 2021 werden beide Touren abgehalten. 2022 wurde zusätzlich ein Moped Rodeo durch Madagaskar organisiert. Ob das dreiwöchige Event nochmals stattfinden wird, bleibt unklar.

### Boat Rodeo
Im Jahr 2020 wurde das erste Boat Rodeo veranstaltet. Im Gegensatz zu den anderen Events basiert das Boat Rodeo nicht auf motorisierten Fahrzeugen – die einzige Voraussetzung ist ein Boot ohne Motor. Als das „langsamste Rodeo aller Zeiten“ vermarktet, paddeln die Teilnehmer etwa 25 km pro Tag. Das Rodeo findet auf der Mosoni-Donau statt, einem eher langsamen ungarischen Fluss nahe der österreichischen Grenze.

### Europe Africa Rodeo
Das Europe Africa Rodeo ist eine Rallye durch die nordafrikanische Wüste. Zwar wurde das Event ursprünglich erstmals für 2020 geplant, aufgrund der Corona-Maßnahmen fand das Rodeo aber erst 2021 erstmals statt. Um teilzunehmen, muss das Fahrzeug maximal 50 PS aufweisen, unabhängig davon, ob man mit einem Auto oder Motorrad unterwegs ist. Während der Veranstaltung hatten die Teilnehmer die Chance, die Vorschule zu besuchen, die mithilfe der Spenden des Europe Africa Rodeos gebaut wurde.

## Challenges
In den Events wird nicht die Geschwindigkeit gewertet, sondern die Teilnahme bei teils kuriosen Challenges, welche das Ziel verfolgen, andere Teilnehmer und Einheimische besser kennenzulernen. Bei einer der bekanntesten Challenges müssen die Teilnehmer ein Bild davon machen, wie sie sich ausschließlich mit Fahrzeugteilen bzw. Naturmaterialien bekleiden. Seit 2022 werden die Bilder mit Zustimmung der Teilnehmer in einem Kalender gesammelt und verkauft. Der Erlös wird an eine der Charity-Organisationen gespendet.
Das Team, das dabei die meisten Punkte sammelt, wird zum Sieger gekrönt und gewinnt einen BackRoadClub Gutschein sowie einen Pokal. Seit 2025 gibt es die zusätzliche Möglichkeit, 1000 Euro in der sogenannten „Fahrzeugchallenge“ zu gewinnen.

## Charity

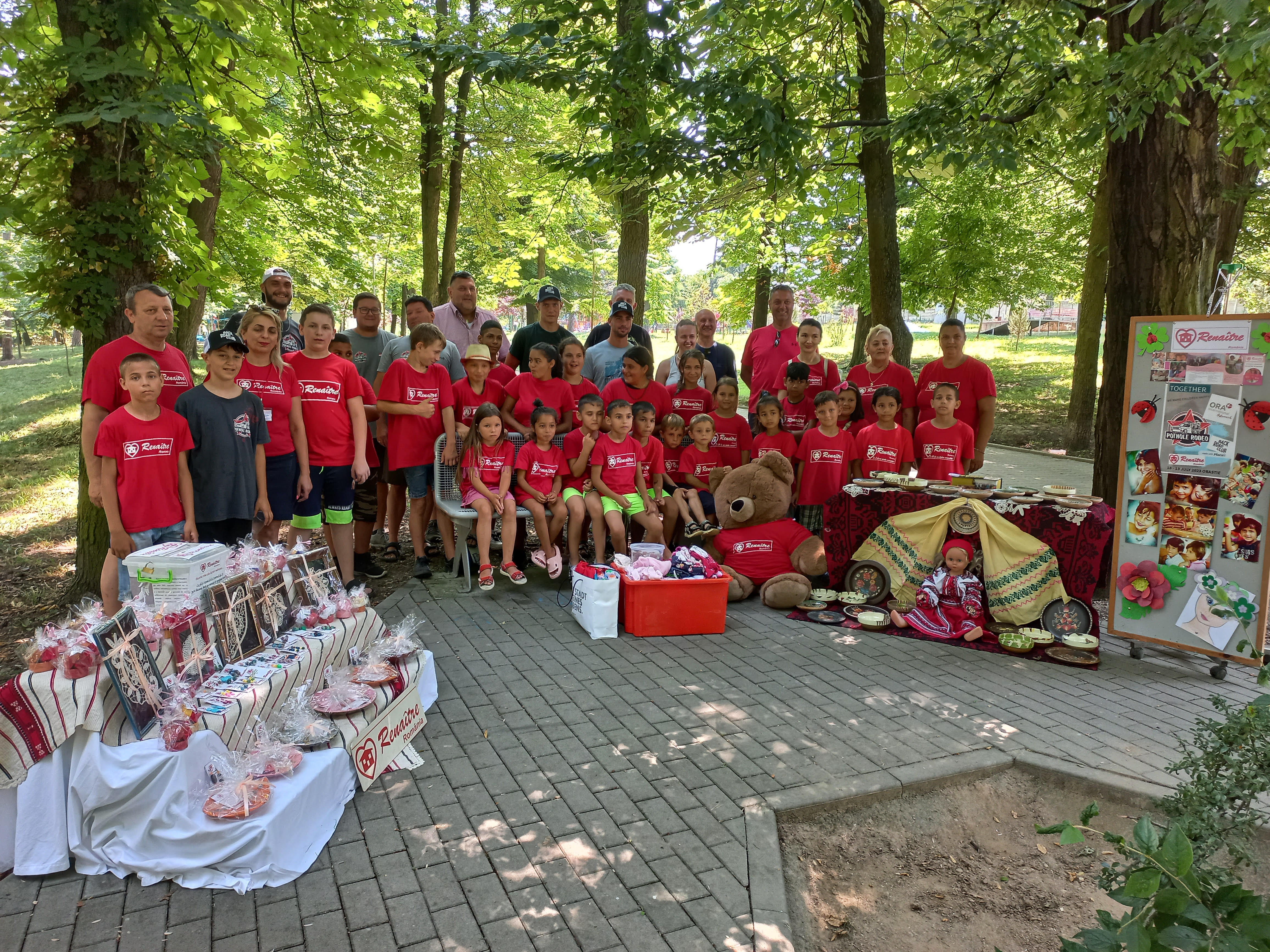
Teilnehmer des Pothole Rodeo mit Kindern einer Tagesstätte in Rumänien

Das oft genannte Ziel des BackRoadClub ist es, anderen zu helfen. Das Unternehmen arbeitet mit verschiedenen Organisationen zusammen und sammelt Spenden, die die Bildung von Kindern und Jugendlichen unterstützen. Seit Gründung des BackRoadClub ist es gelungen, 2 Vorschulen in Marokko zu bauen und Bildungsprogramme in Madagaskar sowie in Albanien und Rumänien zu unterstützen. Seit 2024 gibt es zusätzlich eine Spendenaktion, die Kindern und Jugendlichen in der Ukraine helfen soll, ein normales Leben zu führen.
Die Spenden kommen nicht nur von den Teilnehmern selbst, sondern auch von Sponsoren, die die Teams in der Rallye unterstützen. 2024 wurden so 32.000 € an drei verschiedene Projekte gespendet.